# SN 1992ao
SN 1992ao – supernowa typu II odkryta 28 lipca 1992 roku w galaktyce NGC 7637. W momencie odkrycia miała maksymalną jasność 17,00m.